# サイドワインダー (ミサイル)
サイドワインダー（英語: Sidewinder）は、アメリカ合衆国で開発された空対空ミサイル。アメリカ軍での制式符号はAIM-9。
西側諸国の代表的な短距離空対空ミサイルとして、広く配備されている。なお「サイドワインダー」というニックネームは、発射すると独特の蛇行した軌跡を描きながら飛行する様子と、赤外線を探知して攻撃することから、ヨコバイガラガラヘビにちなんで名づけられた。

## 概要

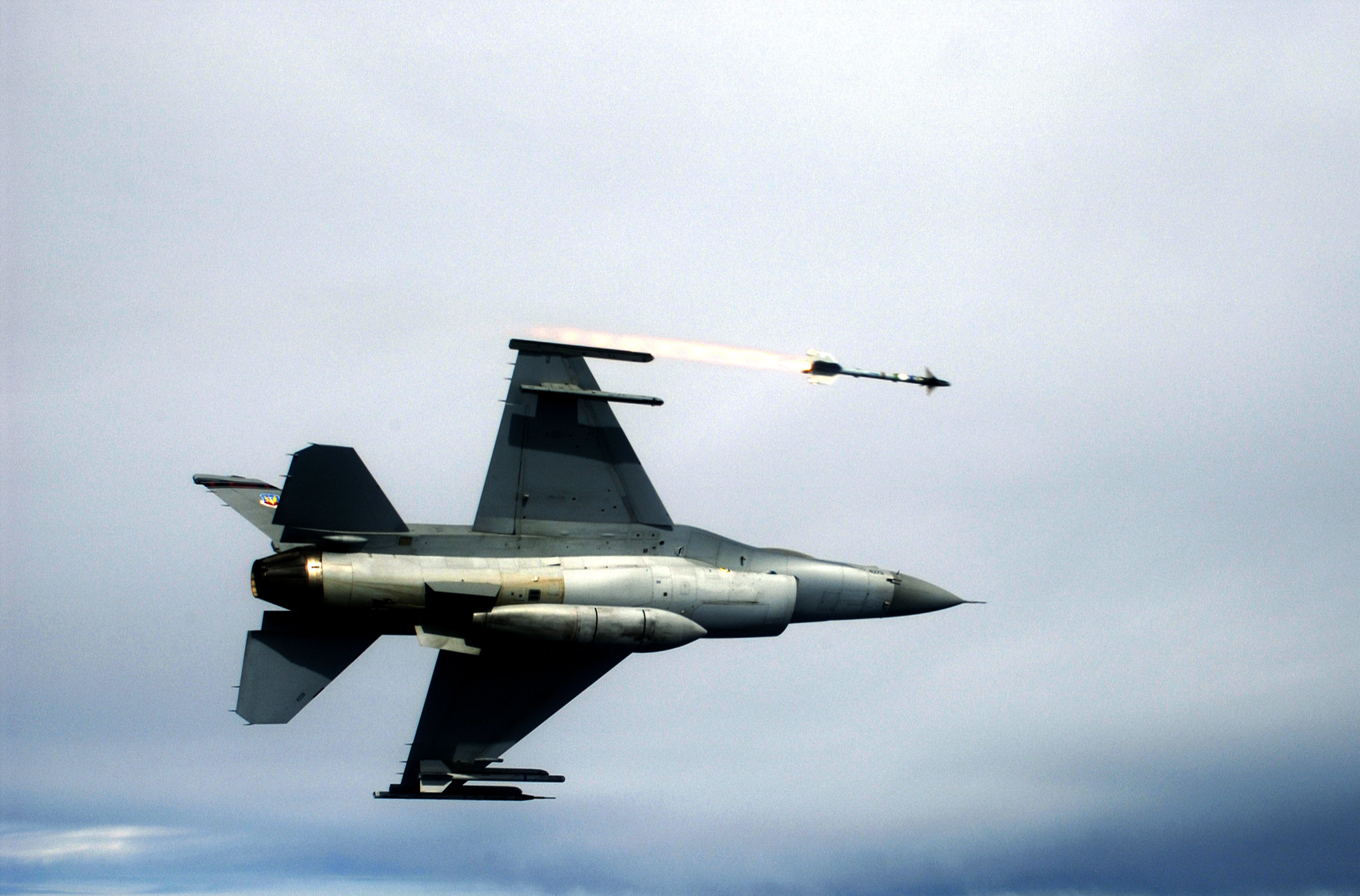
AIM-9 サイドワインダーを発射するF-16C

本ミサイルはアメリカ海軍の海軍兵器実験ステーション (NOTS) で開発されたが、海軍が開発を指示・要請したわけではなく、科学者たちが行っていた独自の研究・開発活動に由来する。このために使える予算は少なく、また軍の上層部に認められるまでには時間がかかったが、潤沢な資源を投入して開発された重量級のミサイルよりも優れていることが認知され、開発・配備は加速されていった。
誘導方式は、基本的にはレティクル追尾方式の赤外線誘導を用いている。AIM-9L型の前は高温のエンジン部品から発せられる赤外線を捉えて誘導する方式であったため、敵後方からのロックオンしかできなかった。また、単純に高温の目標に対して誘導されるため、フレアを撒いたり太陽に向かって飛行することによって回避される可能性が高かった。しかしL型以降は全方位からのロックオンが可能となり、フレアなどによって回避される可能性も下がった。またその後、AIM-9Xでは赤外線画像誘導に移行した。また、空対空型の他にも、地対空、艦対空という派生型も作られた。

## 開発の経緯

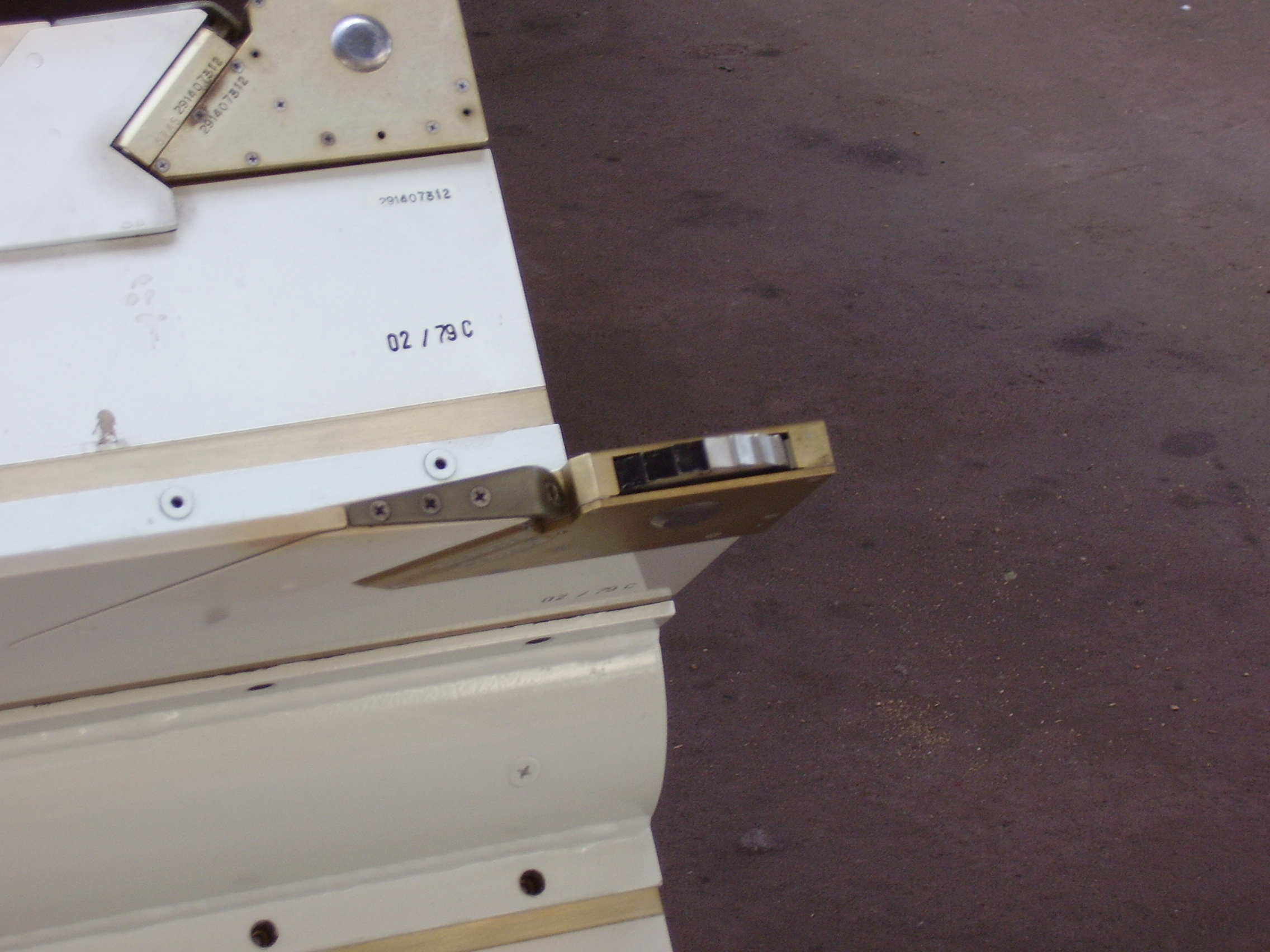
AIM-9Bのローレロン

### 熱誘導ロケット計画
本ミサイルは、1945年にチャイナ・レイクの海軍兵器実験ステーション (NOTS) のウィリアム・マクリーン博士が行っていた、空対空ロケット弾の火器管制についての研究を端緒とする。マクリーン博士はかつてカリフォルニア工科大学でBATなど精密誘導兵器の開発に携わっており、その経験を踏まえて、ロケットを照準して発射するよりも、むしろ自ら目標に向けて誘導するミサイルを志向するようになった。1947年11月には既に概念案が作成されており、この時点で既に、赤外線誘導とジャイロ安定化（ローレロン）という、後のサイドワインダーの特徴が確立されていた。しかしマクリーン博士は火器管制装置の担当であって、ミサイルの開発は本務とはされていなかったために、使える資源は限られていた。1948年1月には、NOTSを所管する武器局 (BuOrd) から1万3000ドルの予算が配分されたものの、これはあっという間に使い果たされ、開発作業は主に科学者・技術者のボランティアに頼っていた。
1949年6月、マクリーン博士は「熱誘導ロケット」（Heat homing rocket）として正式な提案書を作成した。NOTSを所管する武器局 (BuOrd) のショッフェル局長とパーソンズ副局長はこの計画を支援することにしたが、誘導ミサイルの開発部門が予算を手放さなかったために、ミサイルではなく知能化信管であるという理屈をつけて、信管の開発部門から予算を流用して充当した。しかし、当時、信管の機密保持は極めて厳しかったために、熱誘導ロケット計画について知ることができる人が減ってしまうという問題もあった。当時、NOTSでは、BuOrdの所管下でテリアおよびタロス艦対空ミサイル、航空局 (BuAer) の所管下でスパロー空対空ミサイルの開発が進められており、マクリーン博士は、これらの正式な計画が潤沢に資源を消費しているのを横目に開発を進めていった。

### サイドワインダー計画
1950年11月27日、熱誘導ロケットは、サイドワインダー計画として正式に発足した。1951年5月、マクリーン博士は、艦隊配備に向けてサイドワインダーを開発段階に移行させるよう海軍に訴えたが、不首尾におわった。しかし同年10月、当初から計画を後援してきたBuOrd副局長パーソンズ少将は、計画の進捗状況を自ら確認して、開発段階への移行を承認するとともに、同年度で350万ドルの予算を配分した。この巨額の予算配分で、計画は一気に加速された。
しかしその後も、NOTS外部の後援者が乏しいために、計画は度々逆風に晒された。1952年12月には、アメリカのミサイル開発の統括責任者だったケラーによって開発中止が決定される一幕もあったが、幸いにも説得を受け入れて、48時間以内に決定は撤回された。1953年9月11日には最初の標的機撃墜を記録した。
1955年7月から12月にかけて行われたBuOrdによる評価試験を合格したのち、1956年1月より、艦隊配備に向けた試験が開始された。そして1956年7月14日、F9F-8を運用する第46飛行隊 (VA-46) が、サイドワインダーの運用能力を有する最初の部隊となった。また空軍も、ファルコン空対空ミサイルの赤外線誘導版の開発が難航していたことから、サイドワインダーの導入を検討するようになった。空軍独自の追加試験を経て、1956年末までに、空軍もサイドワインダーを実戦配備した。
なお製造元としては、当初からフィルコ社が担当してきたほか、海軍が保安上の理由から複数製造元からの調達を要望したため、1956年よりゼネラル・エレクトリックも参入した。またその後、1964年からはレイセオン社も参入した。

## 発展系統図
| 第1世代 | 第1世代 | 第1世代 | 第1世代 | 第1世代 | 第1世代 |  |  |        |        |        |        | AIM-9A    | AIM-9A | AIM-9A | AIM-9A | AIM-9A | AIM-9A |         |        |          |        |          |  |        |        |        |        |        |        |        |        |        |        |        |        |        |        |        |        |        |        |  |  |  |  |        |        |        |        |        |        |  |  |        |        |        |        |        |        |
| 第1世代 | 第1世代 | 第1世代 | 第1世代 | 第1世代 | 第1世代 |  |  |        |        |        |        | AIM-9A    | AIM-9A | AIM-9A | AIM-9A | AIM-9A | AIM-9A | AIM-9B  |        |          |        |          |  |        |        |        |        |        |        |        |        |        |        |        |        |        |        |        |        |        |        |  |  |  |  |        |        |        |        |        |        |  |  |        |        |        |        |        |        |
|         |         |         |         |         |         |  |  |        |        |        |        |           |        |        |        |        |        |         |        |          |        |          |  |        |        |        |        |        |        |        |        |        |        |        |        |        |        |        |        |        |        |  |  |  |  |        |        |        |        |        |        |  |  |        |        |        |        |        |        |
|         |         |         |         |         |         |  |  |        |        |        |        |           |        |        |        |        |        |         |        |          |        |          |  |        |        |        |        |        |        |        |        |        |        |        |        |        |        |        |        |        |        |  |  |  |  |        |        |        |        |        |        |  |  |        |        |        |        |        |        |
|         |         |         |         |         |         |  |  |        |        |        |        |           |        |        |        |        |        |         |        |          |        |          |  |        |        |        |        |        |        |        |        |        |        |        |        |        |        |        |        |        |        |  |  |  |  |        |        |        |        |        |        |  |  |        |        |        |        |        |        |
| 第2世代 | 第2世代 | 第2世代 | 第2世代 | 第2世代 | 第2世代 |  |  | AIM-9C | AIM-9C | AIM-9C | AIM-9C | AIM-9C    | AIM-9C |        |        | AIM-9D | AIM-9D | AIM-9D  | AIM-9D | AIM-9D   | AIM-9D |          |  | AIM-9E | AIM-9E | AIM-9E | AIM-9E | AIM-9E | AIM-9E |        |        | AIM-9F | AIM-9F | AIM-9F | AIM-9F | AIM-9F | AIM-9F |        |        |        |        |  |  |  |  |        |        |        |        |        |        |  |  |        |        |        |        |        |        |
| 第2世代 | 第2世代 | 第2世代 | 第2世代 | 第2世代 | 第2世代 |  |  | AIM-9C | AIM-9C | AIM-9C | AIM-9C | AIM-9C    | AIM-9C |        |        | AIM-9D | AIM-9D | AIM-9D  | AIM-9D | AIM-9D   | AIM-9D |          |  | AIM-9E | AIM-9E | AIM-9E | AIM-9E | AIM-9E | AIM-9E |        |        | AIM-9F | AIM-9F | AIM-9F | AIM-9F | AIM-9F | AIM-9F |        |        |        |        |  |  |  |  | AIM-9G | AIM-9G | AIM-9G | AIM-9G | AIM-9G | AIM-9G |  |  | AIM-9J | AIM-9J | AIM-9J | AIM-9J | AIM-9J | AIM-9J |
|         |         |         |         |         |         |  |  |        |        |        |        |           |        |        |        | AIM-9H | AIM-9H | AIM-9H  | AIM-9H | AIM-9H   | AIM-9H |          |  | AIM-9N | AIM-9N | AIM-9N | AIM-9N | AIM-9N | AIM-9N |        |        |        |        |        |        |        |        |        |        |        |        |  |  |  |  | AIM-9G | AIM-9G | AIM-9G | AIM-9G | AIM-9G | AIM-9G |  |  | AIM-9J | AIM-9J | AIM-9J | AIM-9J | AIM-9J | AIM-9J |
|         |         |         |         |         |         |  |  |        |        |        |        |           |        |        |        | AIM-9H | AIM-9H | AIM-9H  | AIM-9H | AIM-9H   | AIM-9H | (AIM-9K) |  | AIM-9N | AIM-9N | AIM-9N | AIM-9N | AIM-9N | AIM-9N |        |        |        |        |        |        |        |        |        |        |        |        |  |  |  |  |        |        |        |        |        |        |  |  |        |        |        |        |        |        |
|         |         |         |         |         |         |  |  |        |        |        |        |           |        |        |        |        |        |         |        |          |        |          |  |        |        |        |        |        |        |        |        |        |        |        |        |        |        |        |        |        |        |  |  |  |  |        |        |        |        |        |        |  |  |        |        |        |        |        |        |
| 第3世代 | 第3世代 | 第3世代 | 第3世代 | 第3世代 | 第3世代 |  |  |        |        |        |        |           |        |        |        | AIM-9L | AIM-9L | AIM-9L  | AIM-9L | AIM-9L   | AIM-9L |          |  |        |        |        |        |        |        |        |        |        |        |        |        |        |        |        |        |        |        |  |  |  |  |        |        |        |        |        |        |  |  |        |        |        |        |        |        |
| 第3世代 | 第3世代 | 第3世代 | 第3世代 | 第3世代 | 第3世代 |  |  |        |        |        |        |           |        |        |        | AIM-9L | AIM-9L | AIM-9L  | AIM-9L | AIM-9L   | AIM-9L |          |  |        |        |        |        | AIM-9M | AIM-9M | AIM-9M | AIM-9M | AIM-9M | AIM-9M |        |        | AIM-9P | AIM-9P | AIM-9P | AIM-9P | AIM-9P | AIM-9P |  |  |  |  |        |        |        |        |        |        |  |  |        |        |        |        |        |        |
|         |         |         |         |         |         |  |  |        |        |        |        |           |        |        |        |        |        |         |        |          |        |          |  |        |        |        |        | AIM-9M | AIM-9M | AIM-9M | AIM-9M | AIM-9M | AIM-9M |        |        | AIM-9P | AIM-9P | AIM-9P | AIM-9P | AIM-9P | AIM-9P |  |  |  |  |        |        |        |        |        |        |  |  |        |        |        |        |        |        |
|         |         |         |         |         |         |  |  |        |        |        |        |           |        |        |        |        |        |         |        |          |        |          |  |        |        |        |        |        |        |        |        |        |        |        |        |        |        |        |        |        |        |  |  |  |  |        |        |        |        |        |        |  |  |        |        |        |        |        |        |
|         |         |         |         |         |         |  |  |        |        |        |        |           |        |        |        |        |        |         |        | (AIM-9Q) |        |          |  |        |        |        |        |        |        |        |        |        |        |        |        |        |        |        |        |        |        |  |  |  |  |        |        |        |        |        |        |  |  |        |        |        |        |        |        |
|         |         |         |         |         |         |  |  |        |        |        |        |           |        |        |        |        |        |         |        |          |        |          |  |        |        |        |        |        |        |        |        |        |        |        |        |        |        |        |        |        |        |  |  |  |  |        |        |        |        |        |        |  |  |        |        |        |        |        |        |
|         |         |         |         |         |         |  |  |        |        |        |        |           |        |        |        |        |        |         |        | (AIM-9R) |        |          |  |        |        |        |        |        |        |        |        |        |        |        |        |        |        |        |        |        |        |  |  |  |  |        |        |        |        |        |        |  |  |        |        |        |        |        |        |
|         |         |         |         |         |         |  |  |        |        |        |        |           |        |        |        |        |        |         |        |          |        |          |  |        |        |        |        |        |        |        |        |        |        |        |        |        |        |        |        |        |        |  |  |  |  |        |        |        |        |        |        |  |  |        |        |        |        |        |        |
|         |         |         |         |         |         |  |  |        |        |        |        |           |        |        |        |        |        |         |        | AIM-9S   |        |          |  |        |        |        |        |        |        |        |        |        |        |        |        |        |        |        |        |        |        |  |  |  |  |        |        |        |        |        |        |  |  |        |        |        |        |        |        |
|         |         |         |         |         |         |  |  |        |        |        |        |           |        |        |        |        |        |         |        |          |        |          |  |        |        |        |        |        |        |        |        |        |        |        |        |        |        |        |        |        |        |  |  |  |  |        |        |        |        |        |        |  |  |        |        |        |        |        |        |
|         |         |         |         |         |         |  |  |        |        |        |        |           |        |        |        |        |        |         |        |          |        |          |  |        |        |        |        |        |        |        |        |        |        |        |        |        |        |        |        |        |        |  |  |  |  |        |        |        |        |        |        |  |  |        |        |        |        |        |        |
| 第4世代 | 第4世代 | 第4世代 | 第4世代 | 第4世代 | 第4世代 |  |  |        |        |        |        | AIM-9X    | AIM-9X | AIM-9X | AIM-9X | AIM-9X | AIM-9X |         |        |          |        |          |  |        |        |        |        |        |        |        |        |        |        |        |        |        |        |        |        |        |        |  |  |  |  |        |        |        |        |        |        |  |  |        |        |        |        |        |        |
| 第4世代 | 第4世代 | 第4世代 | 第4世代 | 第4世代 | 第4世代 |  |  |        |        |        |        | AIM-9X    | AIM-9X | AIM-9X | AIM-9X | AIM-9X | AIM-9X | AIM-9X2 |        |          |        |          |  |        |        |        |        |        |        |        |        |        |        |        |        |        |        |        |        |        |        |  |  |  |  |        |        |        |        |        |        |  |  |        |        |        |        |        |        |
|         |         |         |         |         |         |  |  |        |        |        |        | (AIM-9X3) |        |        |        |        |        |         |        |          |        |          |  |        |        |        |        |        |        |        |        |        |        |        |        |        |        |        |        |        |        |  |  |  |  |        |        |        |        |        |        |  |  |        |        |        |        |        |        |

## 第1世代 (AIM-9A/B)
試験に供されていた先行生産型はサイドワインダー1と称されており、約3,500発が生産された。その後、1957年より改良型のサイドワインダー1Aの生産が開始された。

### 設計
開発予算が限られていたこともあって、サイドワインダー1は、ロケットモーターを含む弾体の基本設計の多くをHPAG（High Performance Air-to-Ground Rockets）から導入している。しかし一方で、非誘導ロケット弾ではなく誘導ミサイルであることから、誘導装置や動翼、トルクバランス式サーボ機構など、原型にはない要素も多く組み込まれた。サイドワインダー1の誘導装置では、硫化鉛（PbS）フォトレジスタによる非冷却型の赤外線センサを採用しており、交戦エンベロープは目標の後方に限られた。
なお動翼は前翼として組み込まれたが、これは、サイドワインダーを分解した状態で空母の弾薬庫に収容することを想定した措置であった。当時の空母の弾薬ホイストが長さ76インチ (1.9 m)までの弾薬しか扱えず、全長108インチ (2.7 m)になる予定のサイドワインダーは少なくとも2つに分解する必要があった。従って、もし動翼を尾翼として組み込んだ場合、ミサイルを分解・再組み立てするたびにミサイル先端部の誘導装置から動翼までの配線をつなぎ直さねばならず、信頼性の面で不安があった。一方、前翼としておけば、誘導装置と同じブロックに組み込めるため、この手間を省くことができた。
また後部安定翼には、「ローレロン」（rolleron）と呼ばれる新しい工夫が盛り込まれた。これは、固定式の後部安定翼の翼端に設けられた回転体とその動翼機構であり、気流によって回転体が高速回転した状態でミサイルがロールするとその動きに応じて動翼がジャイロ効果により動き、ロールを修正してミサイルの姿勢を保持するように働く。
またサイドワインダー1Aは、ジンバルやローレロンなどをアップグレードするとともに、誘導時間を倍増させ、高高度での性能を向上させている。本機で搭載されたチオコールMk.17固体燃料ロケットは、2.2秒間燃焼して、36,475ニュートン秒（8,200 lb-sec）の力積を生じることができた。高高度であればマッハ1.6で2.6海里 (4.8 km)飛翔することができたが、低高度での飛距離は4,000フィート (1,200 m)まで短縮した。

### 運用史
サイドワインダー1Aは、アメリカ海軍ではAAM-N-7、空軍ではGAR-8として制式化された。また1963年に命名規則が改訂されると、サイドワインダー1はAIM-9A、1AはAIM-9Bと称されるようになった。
また1956年に台湾（中華民国）に提供されたのを端緒として、同盟国への提供も開始された。台湾空軍は約360発のサイドワインダーの提供を受けて、100機のF-86Fにこれを搭載できるよう改修を施した。金門砲戦（第2次台湾海峡危機）のさなかの1958年9月24日に発生した、台湾空軍の38機のF-86Fと中国空軍の53機のMiG-17が激突した「9・24温州湾空戦」においてこれらは実戦投入され、6発発射されたサイドワインダー1Aが4機のMiG-17を撃墜した。
最終的に、95,000発以上のAIM-9Bが生産された。内訳は約40,000発がフィルコ社、約40,000発がゼネラル・エレクトリック社、そして約15,000発が西ドイツのBGT社であった。
またAIM-9Bはいくつかの国で模倣された。イスラエルのシャフリル 1や、日本の69式空対空誘導弾（AAM-1）が一例である。このほか、特に有名なのがソビエト連邦のR-3（AA-2「アトール」）である。一説には、金門砲戦の最中に人民解放軍機に命中したサイドワインダーの不発弾が人民解放軍に回収され、ソビエト連邦に提供されてリバースエンジニアリングに供されたとも言われる。ただし旧ソ連（リトアニア）の航空評論家であるエフィーム・ゴードンは、中国を領空侵犯して撃墜されたアメリカ海軍機の残骸から引き揚げられたとする説を採用している。

## 第2世代

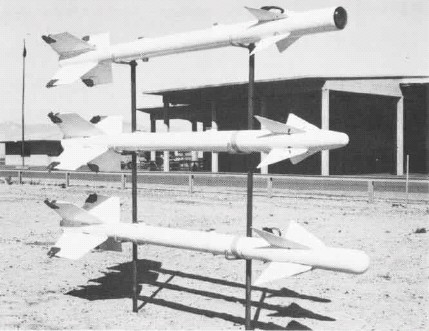
AIM-9B（最上段）、AIM-9D（中段）、AIM-9C（最下段）

サイドワインダー1A（AIM-9B）は、サイドワインダー1（AIM-9A）と比べて長足の進歩を遂げ、同時期のファルコンやスパローより明らかに優れているとはいっても、一義的には対爆撃機用の兵器であって、ドッグファイトでの使用はあくまで二義的なものにすぎなかった。このことから、アメリカ海軍と空軍向けに、それぞれ、第2世代のサイドワインダーの開発が開始された。

### AIM-9C/D/G/H（アメリカ海軍）
海軍向けに開発されたのがサイドワインダー-ICであった。サイドワインダー-ICでは誘導方式が再検討され、赤外線誘導装置の改良型（infrared alternative head, IRAH）とともに、セミアクティブ・レーダー・ホーミング装置（semiactive radar alternative head, SARAH）も開発された。IRAHを搭載したモデルはAIM-9D、SARAHを搭載したモデルはAIM-9Cとして制式化されており、誘導装置以外は基本的に同一の設計であった。
AIM-9Dでは、当初はセレン化鉛（PbSe）を用いた赤外線センサに移行する予定だったが、開発に失敗したことから、結局は、AIM-9Bと同様の硫化鉛素子を用いつつも、窒素を冷媒としたジュール＝トムソン効果による冷却装置を導入した改良型となった。これによって熱雑音を低減して感度を向上させ、更に検知波長もやや長波長化された。またレティクルの回転速度を-9Bの70ヘルツから125ヘルツに向上させているほか、センサー窓の素材は、ガラスからフッ化マグネシウムに変更された。なお空気抵抗を低減するために先端をオジーブ状（丸みを帯びた円錐形）に変更した。
一方、AIM-9Cは、サイドワインダーに全天候・全方位交戦能力を付与する試みであった。当時、艦隊にはまだエセックス級航空母艦が残っていたが、同級の艦上戦闘機として搭載されていたF-8は、空対空ミサイルとしてはサイドワインダーしか搭載できなかったことから、交戦エンベロープの拡大が求められたものであった。その後、エセックス級・F-8艦上戦闘機の退役とともにAIM-9Cの運用も終了したが、射耗されずに残ったミサイルは、後にサイドアーム対レーダーミサイルに改修されている。
またAIM-9C/Dでは、このような誘導装置の改良に加えて、より強力なMk.36固体燃料ロケットを採用して動翼を大型化するとともに、弾頭も重量25ポンド、コンティニュアス・ロッド型で危害半径17フィート (5.2 m)のものに変更された。これによって射程は11.5海里 (21.3 km)に延伸され、また特に誘導装置の改良と動翼の大型化によって交戦エンベロープが拡大されたことで、ドッグファイトでの有用性が一気に向上した。
AIM-9Dは5,000発生産される予定だったが、実際には1,850発が生産されたところで改良型のAIM-9Gに切り替えられた。これはSEAM（Sidewinder Expanded Acquisition Mode）を実装しており、ミサイルのシーカーを、戦闘機の火器管制レーダーに追従させて動かすことができる。
またAIM-9Gは部分的に半導体素子化されていたが、1972年には、更にその範囲を拡大したAIM-9Hの艦隊配備が開始された。このモデルでは、翼をダブルデルタ化するとともに、シーカーの追尾角速度も増強した。なおAIM-9Hでは、アンチモン化インジウム（InSb）を用いた赤外線センサの導入も検討されたものの、これはあまりに冒険的であると判断されたために見送られ、後のAIM-9Lを待つことになった。

### AIM-9E/J/N（アメリカ空軍）
アメリカ空軍は、海軍と同じミサイルを導入することを良しとせず、フィルコ-フォード社に独自の改良型を発注した。これは弾体の基本設計やロケットモーター、弾頭はAIM-9Bのものを踏襲しつつ、新しい誘導装置と動翼を組み込んだもので、AIM-9Eとして制式化された。
AIM-9Eは、赤外線センサの冷却措置を導入したという点ではAIM-9Dと同様だが、こちらではペルティエ素子による冷却が採用された。また、シーカーの追尾角速度も16.5度/秒に増強されている。AIM-9Eは、5,000発以上が-9Bから改修された。
また1972年からは小改正型のAIM-9Jの配備が開始された。これは海軍のAIM-9Hと同様に半導体素子化を進めるとともに動翼のアクチュエータを強化し、ロケットモータの燃焼時間を延長したもので、-9B/Eからの改修分と合わせて、約6,700発が生産された。更に1973年からは、シーカーの動作を改善するプリント基板回路を導入したAIM-9N（AIM-9J-1とも）が開発され、約7,000発が生産された。
ただしこれらの空軍版サイドワインダーの成績は、必ずしも良好ではなかった。第7空軍では海軍から借用したAIM-9Gの導入を検討したものの、赤外線センサの冷却方式が異なるためにランチャーの互換性がなく、実現しなかった。

### AIM-9F（アメリカ国外）
西ドイツのBGT社によって開発された改良型が、AIM-9F（AIM-9B FGW.2とも）である。これは、アメリカ海軍のAIM-9Dと同様にジュール＝トムソン効果による赤外線センサの冷却措置を導入しているが、こちらでは、冷媒として二酸化炭素が採用されている。AIM-9Fは1969年より運用を開始し、延べ15,000発が生産された。ヨーロッパで運用されていたAIM-9Bの大半が-9F仕様に改装されたとされている。
|      | AIM-9D              | AIM-9E           | AIM-9J          |
| ---- | ------------------- | ---------------- | --------------- |
| 画像 | AIM-9D              | AIM-9E           | AIM-9J          |
| 全長 | 2.87m（113in）      | 3.00m（118in）   | 3.05m（120in）  |
| 直径 | 12.7 cm（5in）      | 12.7 cm（5in）   | 12.7 cm（5in）  |
| 翼幅 | 0.63m（24.8in）     | 0.56m（22in）    | 0.58m（22.8in） |
| 重量 | 88 kg（195 lb）     | 74 kg（164 lb）  | 77 kg（170 lb） |
| 射程 | 18 km（9.7 nm）     | 4.2 km（2.3 nm） | 18 km（9.7 nm） |
| 速度 | マッハ2.5+          | マッハ2.5+       | マッハ2.5+      |
| 弾頭 | 11 kg（25 lb）MK 48 | 4.5 kg（10 lb）  | 4.5 kg（10 lb） |

### Mk.36 ロケット・モーター
出典：ATKランチ・システムズ公式サイト
- 型式：Mk.36（オール・ブースト・スラスト・プロファイル）
- 製造者：ATKランチ・システムズ・グループ（旧チオコール）社
- 全長：1.80m（71.0in）
- 直径：0.127m（5.0in）
- 重量：44.91 kg（99 lb）
- 推進剤：低煙HTPB
- ケース材質：4130スチール
- 絶縁器：R-184
- ノズル：グラス・フェノール
- 点火装置：発熱原
- 運用温度：−65°F - 160°F
- 保管温度：−65°F - 160°F

### 同世代ミサイル
- レッドトップ
- R.530
- シャフリル 2
- R-13M ※NATO名は「アドバンスト・アトール」
- PL-3
- PL-5
- PL-7

## 第3世代
第3世代サイドワインダーの開発は、ベトナム戦争での航空戦の分析を土台として着手された。上記のように、空軍は自らのサイドワインダーに不満足だったこともあって、追尾角の広角化やヘッドマウントディスプレイ、推力偏向などといった新しい技術の導入を志向した。サイドワインダー系列では、当時設計されていたAIM-9Kで追尾角の広角化を試みていた程度だったことから、空軍は、これらの技術の一部を導入した極めて革新的な空対空ミサイルであるAIM-82の開発に着手した。
一方、海軍も、これらの新技術のほとんどを導入したAIM-95の開発を試みる一方、より漸進的な施策として、第2世代サイドワインダーの最終発達型にあたるAIM-9Hを発展させたAIM-9H PIP（Product Improvement Program）の開発を進めていた。これは、AIM-9Hの開発段階で検討されていたようにアンチモン化インジウム（InSb）検知器を導入することで、全方位交戦能力（all-aspect capability, ALASCA）を獲得することを主眼としたものであった。
その後、AIM-82・95で検討されていたような先進的な技術はあまりに冒険的であると判断され、また海軍・空軍のミサイルの統合化が望まれていたこともあって、1975年1月より、AIM-9H PIPから発展したAIM-9Lについて海軍・空軍合同での評価試験が開始された。

### AIM-9L

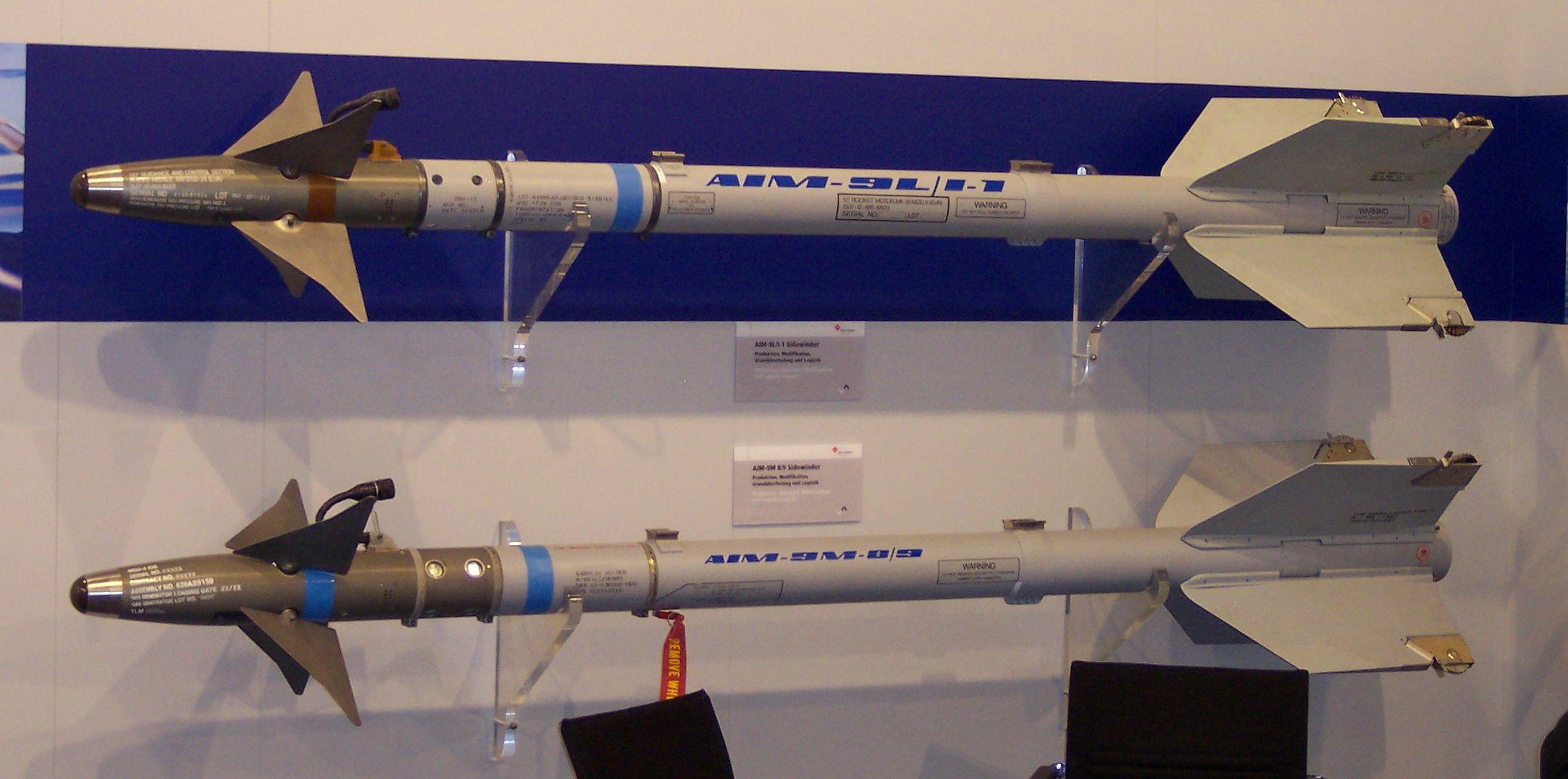
AIM-9L（上段）とAIM-9M（下段）

InSb素子を用いた量子型検知器は、第1・2世代サイドワインダーで使われてきたPbS素子による熱型検知器よりも波長が長い中波長赤外（MWIR）帯域を検知することができた。当初の計画では、断熱圧縮で加熱された機首部を検知できるものと期待されていたが、検討の結果、それよりも、むしろエンジンからの排気（プルーム）を検知して、その前方を狙うように誘導するほうが有望であると判断された。
このような誘導方式の開発には困難が伴い、試射の際に標的機の前方を横切ってしまう事態も発生したが、やや先行してスティンガーを開発した際に同じ問題に直面し、克服していたジェネラル・ダイナミクス社の技術陣からの情報提供も受けて、解決された。またレティクル方式も変更されて、周波数変調（FM）信号も取り出せる形式となった。
熱型検知器は冷却せずとも動作は可能だが、量子型検知器では冷却が必須である。冷却方式はAIM-9Hと同様にジュール＝トムソン効果を利用したものだが、冷媒はアルゴンに変更された。この赤外線センサを中核とした誘導・制御ユニットはDSQ-29と称されている。
弾頭としては、より強力な重量9.4kgのWDU-17 ABF（環状爆風破片弾頭）が採用されたほか、DSU-21によるレーザー近接信管により、危害半径はさらに拡大した。推進装置は、AIM-9Hと同じMk.36 シリーズの固体ロケットで、改良型のMod.7または8を採用している。AIM-9Hで採用されたダブルデルタ型の動翼の効果と相まって、実に35Gでの機動が可能となった。
上記のように誘導装置の開発に難渋したこともあったが、これらの問題が解決されると、本ミサイルは「並外れて殺傷力が強い」と評されるようになり、開発者の一人であるトーマス・アムリーは端的に殺人光線と述べた。海軍のシミュレーションでは、単発撃破確率（SSKP）は0.50と見積もられた。
生産は1976年から開始され、アメリカのフィルコ・フォード社、レイセオン社の他に、日本の三菱重工業、ヨーロッパのBGT社（西ドイツのほか、イギリスとノルウェーも生産に参加した）でも行われて、合計5,500発以上が生産された。アメリカ生産分の一部は1982年のフォークランド紛争でイギリス軍に提供され、87%という高い命中率を記録している。

### AIM-9M/S/R
AIM-9Lは極めて優れたミサイルではあったが、上記の経緯のために急いで計画を推進した部分があった。このため、まもなく小改正型（AIM-9L PIP）の計画がスタートし、後にAIM-9Mとなった。これはクラッター抑制能力とIRCCM能力を強化するとともに、冷却装置をスターリング式に変更し、ロケット・モーターも低排煙型に変更したものであった。生産は1981年から開始されており、後にIRCCM能力を更に強化したAIM-9Lプラス（AIM-9M-8/9）への改修キットも調達された。
AIM-9Mの小改正型（AIM-9M PIP）として、CCDイメージセンサによる可視光画像誘導装置の導入を図って開発されたのがAIM-9Rであった。これは極めて意欲的な設計であったが、プロジェクト管理の失敗によるコスト上昇、また可視光を使用するために夜間には使えないことなどが問題視されて、1991年12月に計画は中止された。
逆にAIM-9Mのダウングレード版として開発されたのがAIM-9Sであり、もともとはAIM-9MXと称されていた。1990年1月に、トルコに310発を売却する旨の発表があった。

### AIM-9P
AIM-9J/Nを基に、AIM-9L/Mの技術をバックフィットして開発されたのがAIM-9Pである。-9L/Mよりも安価な第3世代サイドワインダーと位置付けられている。基本的には輸出用モデルとして開発されたが、アメリカ空軍も採用した。
-9P-1
DSU-15/B AOTDを導入したモデル。
-9P-2
低排煙型のSR.116ロケット・モーターを導入したモデル。
-9P-3
低排煙型のSR.116ロケット・モーターを導入するとともに、誘導・操舵装置に改良を加えたモデル。
-9P-4
全方位交戦能力が付与されたモデル。-9Lの技術を採用した赤外線センサを搭載している。また、新型のMk.8弾頭とDSU-21 AOTD信管も導入された。
-9P-5
-9P-4を基に、赤外線妨害技術に対する抗堪性（IRCCM）を向上させたモデル。

### 諸元表
|      | AIM-9M                                                       | AIM-9P          |
| ---- | ------------------------------------------------------------ | --------------- |
| 画像 | AIM-9M                                                       | AIM-9P          |
| 全長 | 287 cm                                                       | 307 cm          |
| 直径 | 12.7 cm（5in）                                               | 12.7 cm（5in）  |
| 翼幅 | 63.5 cm（25in）（後部固定翼） 56.64 cm（22.3in）（前部動翼） | 56 cm           |
| 重量 | 86.2 kg（190 lb）                                            | 78 kg           |
| 射程 | 18 km（9.7 nm）                                              | 18 km（9.7 nm） |
| 速度 | マッハ2.5+                                                   | マッハ2.5+      |
| 弾頭 | 9.4 kg（20.8 lb）WDU-17/B                                    |                 |

### 同世代ミサイル
- R.550
- R-60※NATO名はAA-8。
- パイソン3
- 90式空対空誘導弾（AAM-3）
- MAA-1（英語版）
- PL-9（英語版）

## 第4世代

### AIM-9X
当初、サイドワインダーの開発は第3世代で終了し、その後継としては、北大西洋条約機構（NATO）諸国で共同開発したASRAAMが採用される計画であった。しかしアメリカは1980年代のうちにこの計画から脱退し、サイドワインダーの最終発達型をその代役とすることにした。これがAIM-9Xであり、1986年より、秘密裏に開発が開始されていたとされている。
AIM-9Xは、弾体設計から一新され、操向性能向上のために大きな変更が行われた。操舵翼は前翼から後翼に変更され、固定化された前翼に代わって小型化された後部翼で操舵を行う。このため、後部の操舵装置への配線を通すため、弾体の下部にカバーが設置された。また、XAAM-N-7に用いて以来、AIM-9Mに至るまで採用されていたローレロンが廃されている。推力偏向制御方式も導入された。また、最大射程は40km程度まで延伸されている。
赤外線センサの受光素子は第3世代サイドワインダーと同じアンチモン化インジウム（InSb）だが、AIM-9Xでは面素子 (focal-plane array, FPA) とされており、赤外線画像（IIR）誘導方式となる。このFPA型赤外線センサの解像度は128x128ピクセルであり、感度はAIM-9Mのそれと比して400倍に向上しているとされる。赤外線センサの冷却機構には、第3世代機のジュール＝トムソン効果から、-9Xではクライオエンジンと呼ばれるスターリング冷凍機に変更されているため、ガスタンクを必要とせず電力供給のみでシーカー部の冷却が行えるようになり、冷却時間による制約を受けることが無くなった。なお、この赤外線センサはヒューズ社によって開発されたものであり、基本的に、同社がASRAAMに提供しているものと同じ技術に基づいている。
また、赤外線センサーの追尾可能角を大幅に拡大するとともに中間慣性誘導（INS） も導入し、限定的な発射後ロックオン（LOAL）およびオフボアサイト発射機能を備えている。ヘッドマウントディスプレイによってロックオンするシステム（JHMCS：Joint Helmet Mounted Cueing System）を使用することによって真横を飛行する敵をロックオンすることが可能となった。
性能を最大限生かすには、MIL-STD-1553B デジタルデータバスが必要となるが、それを持たない旧式の機体でもAIM-9Mとして認識され使用可能である。

### AIM-9X-2（AIM-9XブロックII）
改良型。信管をDSU-41Bに換装、固体燃料ロケットの点火用バッテリーを新たに装備し、点火安全装置も新しくして自動化した。処理プロセッサが新しくなり、ブロック1では限定的だった発射後ロックオン（LOAL）が拡張されてフルに使えるようになった。また、母機からミサイルに対するデータリンク（AIM-120Dに装備されたものと同じもの）が装備されており、レーダーで誘導が行える。射程は約2倍に延伸されており、ほぼBVR兵器といえる。しかし、ブロックIと比べHMDを使わないときのオフボアサイト能力が低下しているとされており、ソフトウェアのクリーンアップが計画されている。2008年にテストが行われ、2014年にIOCを獲得、2015年8月17日に完全量産に移行した。また、レイセオンではブロックIIにブロックIの空対地能力付与ソフトウェアの追加を行うことを検討している。
左右180度、真後ろの敵もロックすることができる。

### AIM-9X-3（AIM-9XブロックIII）
研究が進められていた改良型。PBXN-122弾頭と新型ロケットモーターの装備により、射程の60%延伸と破壊力向上を図る。2016年にエンジニアリングと製造開発（EMD）、2018年に運用テストを行い、2022年の初期作戦能力獲得を目指していたが、2015年2月3日にキャンセルが発表された。ただし、ブロック3が装備する弾頭の研究は継続される。

### 同世代ミサイル
- ASRAAM
- MICA IR
- ・・・IRIS-T
- R-73/K-74/K-74M2
- パイソン4/5
- PL-10
- Aダーター
- 04式空対空誘導弾（AAM-5）
- MAA-1B

## 派生型
MIM-72 チャパラル
AIM-9Dをベースにした短距離防空ミサイル・システム。野戦用の自走発射機を用いたM48が基本だが、空輸用の牽引式システムや、個艦防空ミサイルとしてのシーチャパラルも派生した。
AGM-122 サイドアーム
AIM-9Cの誘導部を改造した対レーダー 空対地ミサイル
RIM-116 RAM
AIM-9の弾体をベースに開発された近接防空ミサイル。

## 登場作品

### 映画
『インデペンデンス・デイ』
F/A-18 ホーネットを中心とする人類側の戦闘機に搭載されたものが、エイリアンのシティ・デストロイヤーに対して使用される。
『ゴジラシリーズ』
『ゴジラvsキングギドラ』
第2航空団所属のF-15J イーグルに搭載されたものが、襟裳岬上空を飛行するキングギドラに対して使用されるが、全く効果がなかった。
『GODZILLA』
アメリカ軍のAH-64 アパッチに搭載されたものが、マンハッタンに上陸したゴジラに対して使用されるが、ゴジラの体温が周りのビルより低かった為に赤外線誘導システムが上手く働かず、ゴジラの後方にあったクライスラー・ビルを直撃し、破壊してしまう。
『ターミネーター4』
A-10に搭載されており、中盤の空中戦においてハンターキラー･エリアルに対し発射。推進ノズル部分に直撃し一機を撃墜する。
『トゥルーライズ』
終盤にて、主人公のハリー・タスカーがアメリカ海兵隊から借りたAV-8B ハリアー IIの左端のハードポイントに搭載されたものに、テログループ「真紅のジハード」のリーダーであるサリム・アブ・アジズが機体から転げ落ちたことで引っかかり、その後、主人公はちょうど前方を通過していた「真紅のジハード」のヘリコプターに対してこれを発射。ミサイルは命中し、アジズごと爆発する。
『トップガン』
アメリカ海軍のF-14 トムキャットに搭載されたものが、襲来するMiG-28に対して使用される。
『ファイナル・カウントダウン』
第二次世界大戦時にタイムスリップしたニミッツ級航空母艦「ニミッツ」の艦載機であるF-14に搭載されたものが、日本海軍の零戦（に扮したT-6 テキサン）に対して使用される。

### 小説
『ゲート 自衛隊 彼の地にて、斯く戦えり』
小説・漫画・アニメ版にて、異世界に派遣された航空自衛隊のF-4EJ改 ファントムに搭載されたものが、2頭の新生龍の火炎放射を中断させる牽制のために使用される。

### ゲーム
『War Thunder』
米独日仏空軍ツリーや米ヘリコプターツリーの武装として空軍ツリーにはAIM-9B・AIM-9B FGW.2・Rb24（スウェーデンによるAIM-9Bのライセンス生産バージョン）・AIM-9C・AIM-9D・AIM-9G・AIM-9E・AIM-9J・AIM-9P（‐3）・Rb24J（スウェーデンによるAIM-9P-3のライセンス生産バージョン）・AIM-9L・AIM-9Mが登場する。
『Operation Flashpoint: Dragon Rising』
AH-1Z ヴァイパーに搭載されて登場する。
『Wargame Red Dragon』
NATO陣営の各種ヘリコプターや航空機の武装としてAIM-9F・AIM-9J・AIM-9L・AIM-9Mが登場する。
『エースコンバットシリーズ』
多くの米国製戦闘機に搭載される標準ミサイルのモデルになっている他、特殊兵装の一つであるQAAM（高機動空対空ミサイル）はAIM-9Xをモデルの一つにしている。
『バトルフィールドシリーズ』
『BFV』
F-4 ファントムIIに搭載されている。
『BF2』
F-15E ストライクイーグル・F-18 ホーネット・F-35B ライトニングII・ユーロファイター タイフーンに搭載されている。
『BF3』
「ヒートシーカー」の名称で登場し、AH-1ZやF/A-18E スーパーホーネットなどに搭載できる。
『BF4』
「ヒートシーカー」の名称で登場し、AH-1ZやF-35Bなどに搭載できる。
『BF2042』
「AIM-9Z IRミサイル」の名称で登場し、F-35EやAH-64GXなどの航空機で使用できる。
また、ポータルでは「ヒートシーカー」の名称で登場し、F/A-18EやAH-64Dなどをはじめとした、ポータルに登場する各種航空機に搭載できる。
『フィクショナル・トルーパーズ』
メカール共和国軍の空対空ミサイルとして運用されている。ただし、1980年代の時代背景と第三世界の空軍であるため、第二世代型のみで最新兵器である全角度型のL型以降は導入されていない模様。
『マーセナリーズ2 ワールド イン フレームス』
連合軍が使用するAH-1W スーパーコブラに武装として搭載されている。